# Lista över insjöar i Sverige med namn som slutar på -tvaren
Lista över insjöar i Sverige med artikel på Wikipedia som slutar på -tvaren:
- Hemtvaren, sjö i Finspångs kommun och Östergötland 58°50′09″N 15°51′18″Ö / 58.83591°N 15.85487°Ö
- Långtvaren, sjö i Finspångs kommun och Östergötland 58°51′01″N 15°48′28″Ö / 58.85028°N 15.80777°Ö
- Mellantvaren, sjö i Finspångs kommun och Östergötland 58°50′31″N 15°50′17″Ö / 58.84202°N 15.83808°Ö